# Knut Ångström

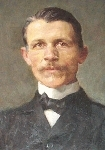
Knut Johann Ångström

Knut Johann Ångström (* 12. Januar 1857; † 4. März 1910) war ein schwedischer Physiker.
Der Sohn von Anders Jonas Ångström studierte von 1877 bis 1884 an der Universität Uppsala. Nach seinem Lizentiat ging er kurzzeitig an die Universität Straßburg zu August Kundt. Zurück in Uppsala  erwarb er seinen Doktortitel und wurde 1885 Dozent für Physik an der 
neuen Hochschule in Stockholm, wo er das physikalische Institut plante und aufbaute. Im Jahr 1890 wurde er zum Mitglied der Gelehrtenakademie Leopoldina gewählt. 1891 kehrte er nach Uppsala zurück und wurde 1896 Professor für Physik. Eine seiner engsten Mitarbeiterinnen war Eva von Bahr, die erste Physikprofessorin Schwedens. Seit 1903 war er auswärtiges Mitglied der Königlich Dänischen Akademie der Wissenschaften.
Er untersuchte die Strahlungswärme der Sonne und Absorption der Erdatmosphäre. 1893 erfand er sein elektrisch kompensiertes Pyrheliometer.

## Veröffentlichungen
- Die Ausdehnung des Wassers durch Absorption von Gasen. 1882 (doi:10.1002/andp.18822510211)
- Ueber die Diffusion der strahlenden Wärme von ebenen Flächen. 1885 (doi:10.1002/andp.18852621006)
- Die Volumen- und Dichtigkeitsveränderungen der Flüssigkeiten durch Absorption von Gasen. 1888 (doi:10.1002/andp.18872690118)
- Beobachtungen über die Durchstrahlung von Wärme verschiedener Wellenlänge durch trübe Medien. 1889 (doi:10.1002/andp.18892720309)
- Einige Bemerkungen anlässlich der bolometrischen Arbeiten von Fr. Paschen. 1894 (doi:10.1002/andp.18942880709)
- Ueber eine einfache Methode zur photographischen Darstellung des ultrarothen Spektrums. 1895
- Ueber die Anwendung der elektrischen Kompensationsmethode zur Bestimmung der naechtlichen Ausstrahlung. 1905
- Ueber absolute Bestimmungen der Wärmestrahlung mit dem elektrischen Compensationspyrheliometer, nebst einigen Beispielen der Anwendung dieses Instruments. 1899 (doi:10.1002/andp.18993030310)
- Einige Bemerkungen zur Absorption der Erdstrahlung durch die atmosphärische Kohlensäure. 1901 (doi:10.1002/andp.19003081208)
- Die Ozonbänder des Sonnenspektrums und die Bedeutung derselben für die Ausstrahlung der Erde. 1904
- Einige fundamentale Sätze betreffs der Absorption und der Absorptionsspektren der Gase: eine vorläufige Mitteilung. 1908